# 空穴現象

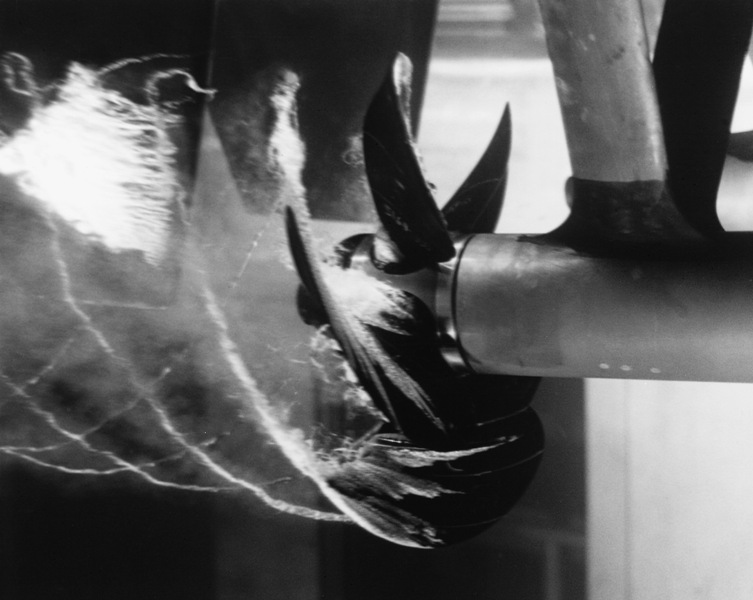
流體動力學水洞實驗中空蝕的螺旋槳模型。

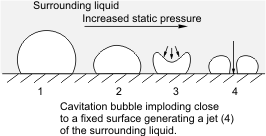
高速液體射流衝擊固定表面。

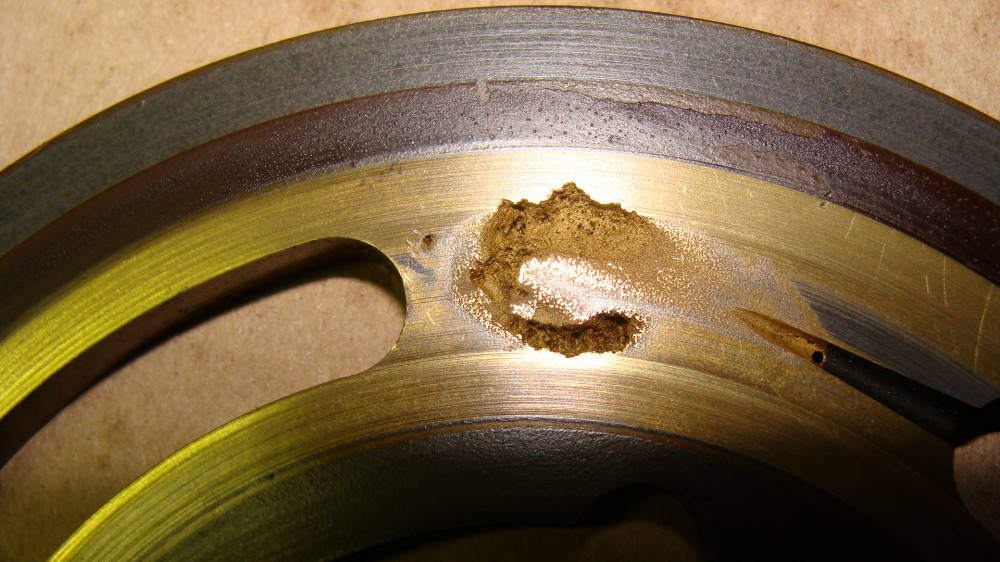
軸向柱塞泵液壓泵的閥板上空蝕現象造成的破壞。

空蝕現象（Cavitation），又譯氣穴現象、氣蝕現象、空洞現象、空化现象、空泡现象等，指的是在流动的液体中氣相的空穴 – 亦即極小的無液體空間（“空泡”或“空隙”） – 产生与消灭的一種物理現象，是力作用在液體的結果。液體受到壓力的快速改變時會產生空穴，此時的壓力通常相當低，除了液體本身的蒸汽壓，可以說是真空。當環境的壓力變高，空穴分裂，產生強力的衝擊波。
空穴效應是在工程環境中造成磨損的主要原因之一：在金屬表面旁瓦解的空穴反覆消滅，造成循環應力，將造成金屬的表面疲勞。最常見的例子是泵的葉輪和彎曲處，此處最容易有液體瞬間的方向改變發生。空蝕現象通常分為兩種：慣性（或瞬態）空蝕和非慣性空蝕。

## 效應
在流動的液體中，壓力（水的話大氣壓的1/50程度）在非常短的時間內比飽和蒸氣壓力低的時候，液體中會滾沸並存在100微米以下非常小的氣泡核。有氣泡核，氣泡才能產生。
根據壓力的變化而滾沸，氣體的體積也隨著變化，氣泡的大小也會改變。膨張與收縮的反覆，應對於壓力而變小。在變小的過程中，在螺旋槳等堅硬的表面上，氣泡的黏性和表面張力的作用下，氣泡以噴氣飛機般的高速，與表面衝突，之後氣泡分裂。這個噴氣流在堅硬的表面上產生腐蝕。這個過程為氣泡運動力學的瑞利(Rayleigh)運動方程式。
最終周圍的壓力比飽和蒸氣壓力高、周圍的液體向著氣泡的中心衝去，氣泡消失瞬間，因為在中心衝突，發生細小而強力的壓力波，引起噪音、振動。過高的壓力也会損壞金屬。炸彈在水中爆炸時會有大量高壓氣泡造成破壞，這時的cavitation波叫做bulb pulse。
水中的空穴效應產生30微米左右的氣泡、50KHz以上高速減退的高週波水中振動波（水中音波）。

## 效果

### 鼓虾捕食
鼓虾的巨螯能利用空穴效應攻击獵物。

### 庭院撒水
在庭院撒水的时候，将水管弯曲时变狭小的地方所发出的声音就是因为发生了空穴现象。透明的管子的话，在弯曲处的数厘米处，内部的水看起来是白色浑浊的。

### 超音波洗浄机
超音波作用于流体内时，可以使得流体内产生高低不同的压力分布。当超音波的声强足够强，产生了足以使得流体气化的低压时，超音波就会使流体产生大量气泡，而这些气泡一方面可以冲击污垢使污垢松脱，另一方面在高压区内可以被瞬间压溃，产生高强度的射流，清除物体表面污垢。

### 涡轮螺旋桨
空穴效應的发生是因为产生的气泡、水泵或涡轮等不能充分的推动水流、换句话说就是接近空转的状态。无用的能源被消耗，使得机器的效率低下。而且同时产生的压力波使的这些机器的转动翼表面腐蚀，效率下降或損坏。

### 内燃机
水冷引擎的水泵涡轮损耗。

## 防止方法
为了不发生空穴效應，有形状与面積的兩个方法：
- 流体的压力在饱和蒸气压力以上，最佳化流体接触面的形状。
- 与流体的接触面积变大，在饱和蒸气压以上，能够传达必要的力、如将螺旋桨变大。

## 超空蝕
增加水中移动物体的速度,會令空穴效應所产生的气泡量増加,最後氣泡完全覆盖物体。这效應為超空蝕(super cavitation)。利用这个原理提高速度的物體的推進系統為超空蝕推進系統 （super cavitation propeller SCP）。

除去移动方向的部分，物體因为不与水接触，基本上不會與水摩擦，因此能在水中超高速前進。